# Révolte de Bar Kokhba
Guerres judéo-romaines
Batailles
Première guerre judéo-romaine - Guerre de Kitos - Révolte de Bar Kokhba
La révolte de Bar Kokhba (132-135), en hébreu : מרד בר כוכבא Mered Bar Kokhba, ou seconde guerre judéo-romaine, est la seconde insurrection des Juifs de la province de Judée contre l'Empire romain, et la dernière des guerres judéo-romaines. Elle est menée par le patriote juif Shimon bar Kokhba.
Certaines sources la mentionnent comme la troisième révolte, en comptant les émeutes de 115-117, connues sous le nom de guerre de Kitos, écrasées par le général romain Lusius Quietus qui a réprimé ces révoltes en Adiabène, à Édesse, en Assyrie puis en Syrie et en Judée.

## Contexte

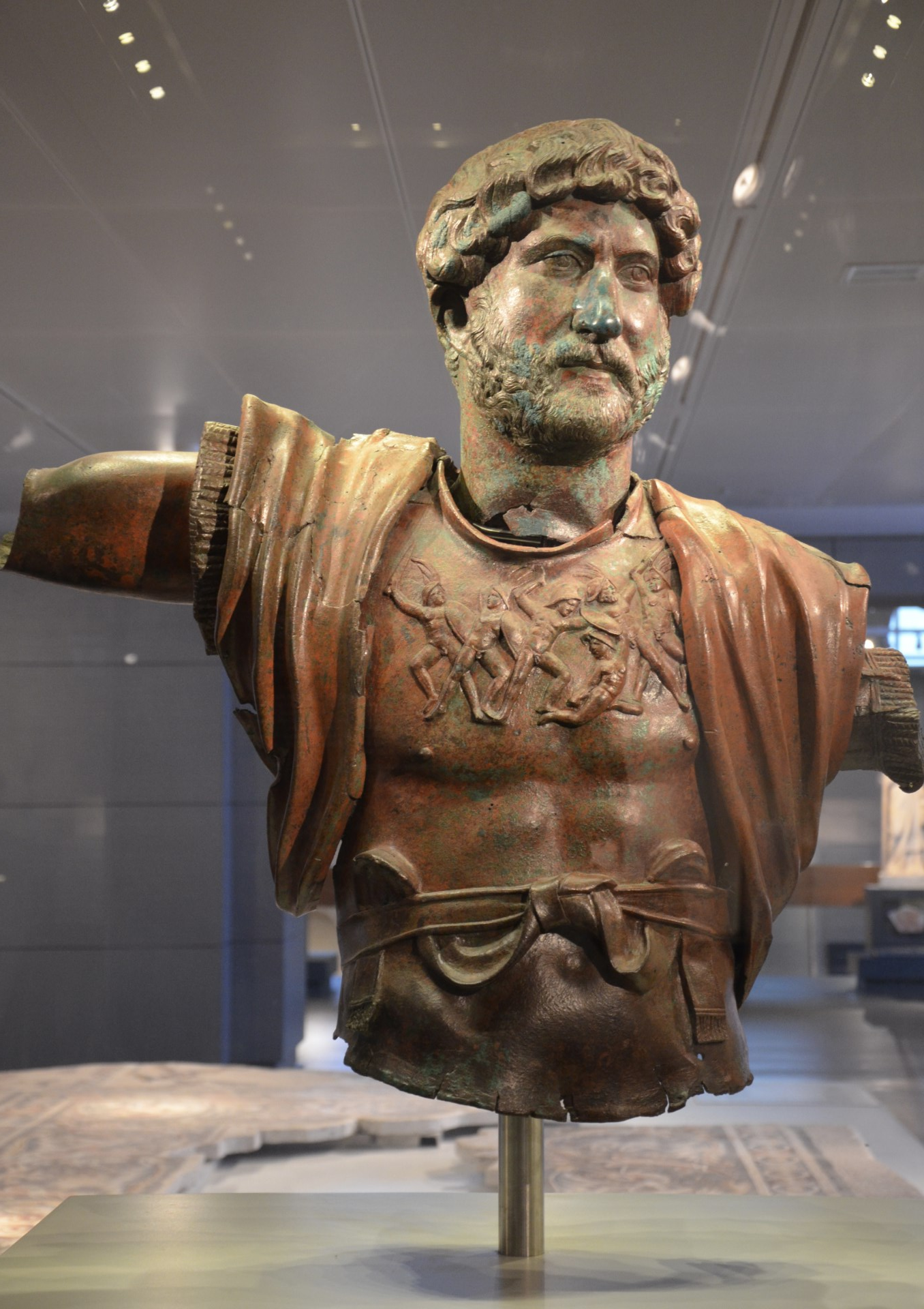
Statue de l'empereur Hadrien, apparemment utilisée pour le culte rituel de l'empereur, découverte au camp de la VIe légion romaine à Tel Shalem (117-138 après J.-C.), représentant Hadrien dans la pose typique du commandant militaire suprême saluant ses troupes (musée d'Israël à Jérusalem)

Malgré la ruine dans laquelle les Romains avaient plongé le pays au cours de la première guerre judéo-romaine, une autre rébellion juive eut lieu 60 ans plus tard, en dépit de l'opposition d'une partie de la classe sacerdotale. Shimon bar Kokhba organise une armée, instaure un État juif indépendant en terre de Judée, projette de reconstruire le Temple de Jérusalem et fait battre monnaie.
Les causes de la révolte font l'objet de débats entre les historiens. Deux mesures prises par l'empereur Hadrien durant ses voyages en Judée au début des années 130 sont retenues en général comme causes principales. La première est la décision de construire sur l'emplacement de Jérusalem une colonie du nom d'Ælia Capitolina autour d'un temple dédié à Jupiter capitolin, peut-être édifié à l'emplacement de l'ancien Temple de Jérusalem ou plus probablement au centre de la ville sur le site du Golgotha,. La seconde est l'interdiction générale de la circoncision, prise à l'encontre de tous les peuples la pratiquant tels les Juifs, mais aussi les Arabes et les prêtres égyptiens ou syriens. Il est toutefois délicat de savoir si cette seconde décision a été prise avant ou après la révolte. En revanche, la numismatique semble montrer que la fondation d'Ælia Capitolina est effective dès 131-132, avant l'éclatement de la révolte, contrairement à ce que laissent entendre les sources rabbiniques et chrétiennes. C'est d'ailleurs ce qu'indique Dion Cassius dans son Histoire romaine.

## Déroulement de la révolte
À l'exception de quelques points forts retenus pour leur aspect symbolique, on dispose de très peu d'informations relatives au déroulement de la révolte. « La guerre a touché uniquement la Judée et non l'ensemble de la Terre d'Israël. » « Elle a duré au moins trois années pleines et a été prise très au sérieux par les autorités romaines. »
« Les Judéens insurgés semblent avoir conçu une stratégie en trois étapes : libérer le nord de la Judée pour établir des communications avec la Galilée [...] ; empêcher l'arrivée de renforts romains en bloquant les routes ; reprendre Jérusalem afin de reconstruire le sanctuaire. » Pour compenser leur infériorité militaire, les combats prennent la forme d'une guérilla rurale. Les insurgés « s'appuient sur un dispositif de tours de guet, de forteresses perchées et d'habitats souterrains à partir desquels ils mènent leurs raids. » Bar Kokhba s'empare de la forteresse de l'Hérodion où il établit son quartier général.

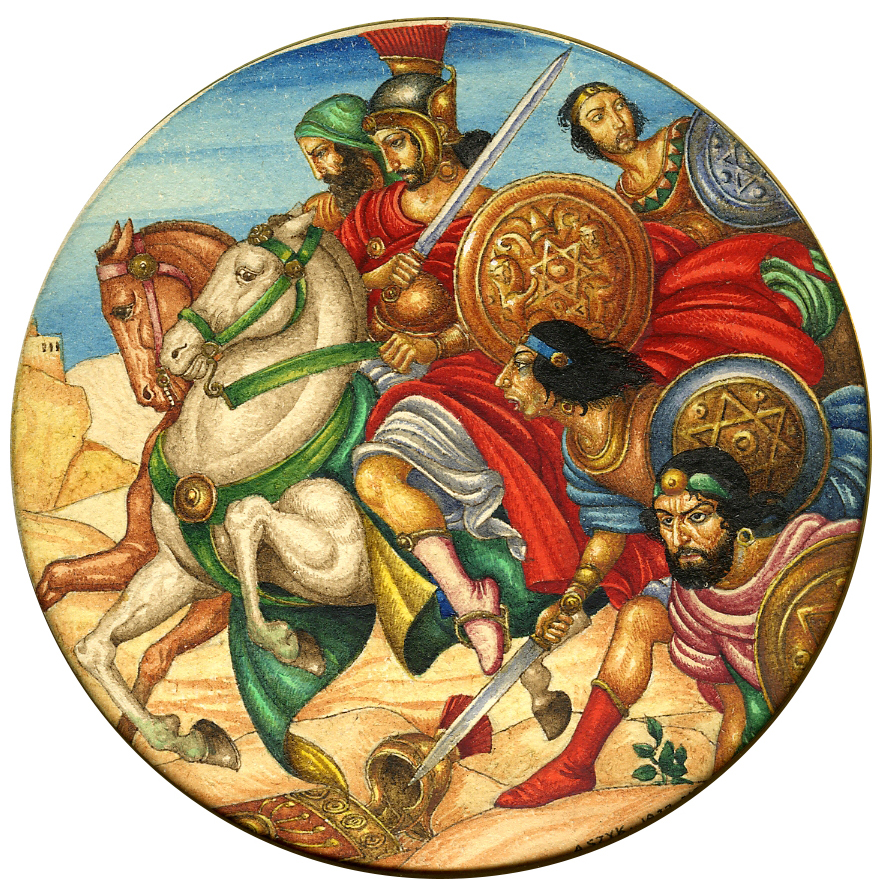
Bar Kochba par Arthur Szyk (1927)

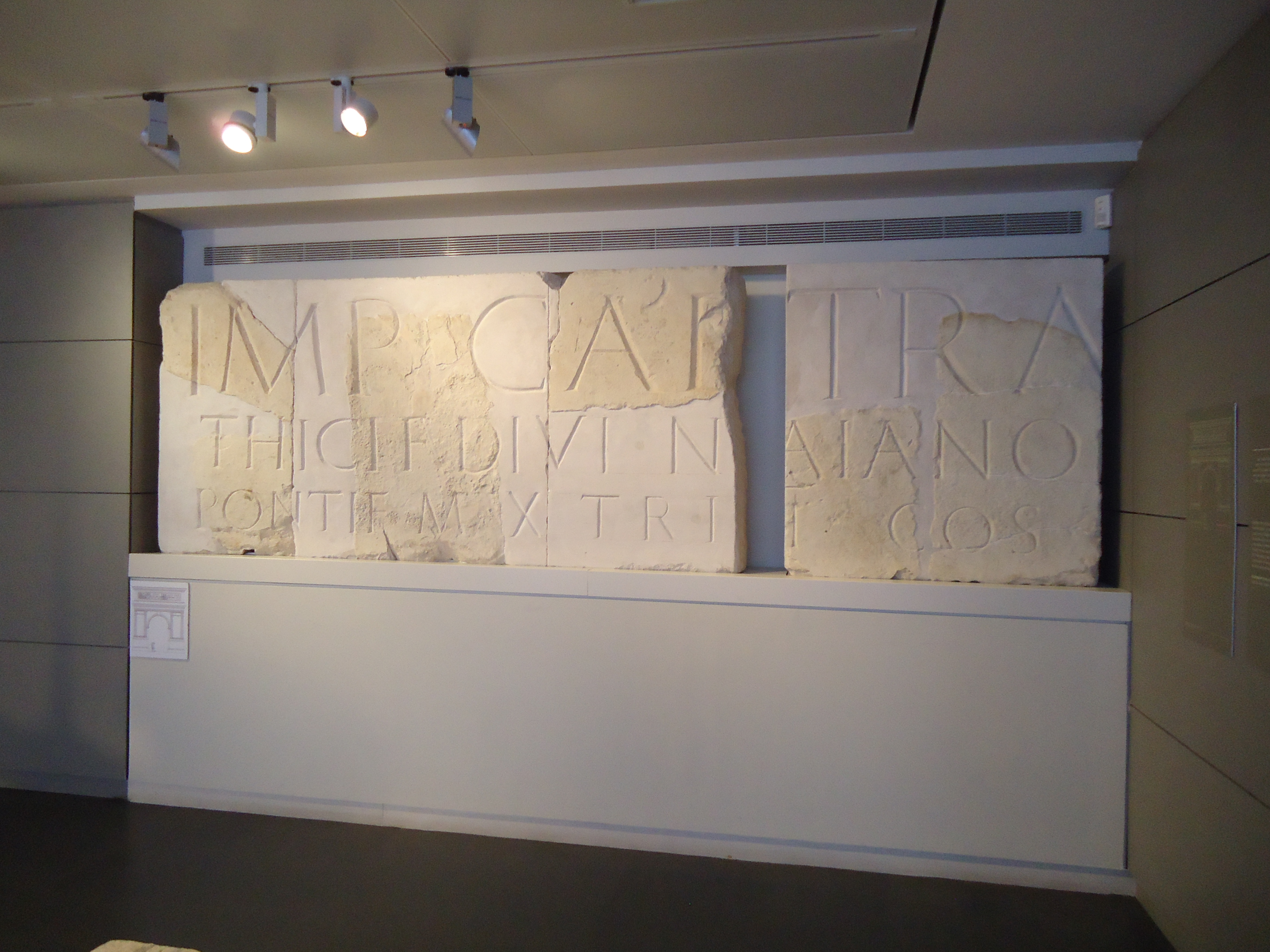
Inscriptions romaines (136 ap. J.-C.) issues du discours dédié à l'empereur Hadrien par le Sénat romain, découvertes près du camp de la VIè légion à Tel Shalem, en l'honneur de la répression victorieuse de la rébellion de Bar Kochba (Musée d'Israël à Jérusalem)

Les Romains, faisant face à une force juive fortement unifiée et motivée, furent pris au dépourvu. L'annihilation d'une légion romaine avec ses auxiliaires obligea Rome à expédier pas moins de huit légions, sans compter les ailes de cavalerie et les cohortes, et son meilleur général de l'époque : Sextus Julius Severus est rappelé de Britannia pour reconquérir la province rebelle.
Désavantagés par le nombre et subissant de lourdes pertes, les Romains décidèrent de pratiquer une tactique de terre brûlée, qui décima la population judéenne et entama petit à petit leur moral et leur détermination à poursuivre la guerre.
Bar Kokhba se replia dans la forteresse de Betar, au sud-ouest de Jérusalem, mais les Romains finirent par la prendre, et massacrèrent tous ses défenseurs en 135.
Shimon bar Kokhba était considéré comme le Messie par nombre de ses partisans, dont le plus célèbre est Rabbi Akiva.
Selon les récits des pères de l’Église Justin de Naplouse et d'Eusèbe de Césarée, Bar-Kokhba persécuta les chrétiens.

## Géographie de la révolte
Les grottes occupées sous la révolte permettent de délimiter la zone du conflit judéo-romain. Ces grottes, comportant des traces d'occupation contemporaines de la révolte, se situent dans le Nahal Hever (pour ce qui est de la grotte aux lettres et de la grotte de l'Horreur) ; dans le Nahal David (grotte au Bassin) ; au Nahal Mishmar (grotte au Trésor) ; au Wadi el-Mafjar (grottes à la Sandale, aux Manuscrits, grotte d'Abi'or) et au Wadi Murabba'ât (grottes 1 et 2). Ces grottes sont toutes situées dans le désert de Juda et autour de la mer Morte. La grotte au Bassin est située à moins de deux kilomètres du village d'Engaddi, un des centres de la révolte, attesté comme tel par une série de correspondances entretenues par Bar Kokhba.
Hormis les grottes, qui servirent de refuge pendant la deuxième phase de la révolte, les archéologues Amos Kloner et Boaz Zissu ont révélé l'existence et l'utilisation pendant la révolte, de complexes souterrains dans les monts d'Hébron et dans la Shefela, comme à Horvat Etri.
Bar Kokhba disposait de deux camps de résidence, selon une étude universitaire française réalisée en 2005 et 2006 : l'Hérodium et Qiryat Arabayyah. Ils étaient ses quartiers généraux. Aucune correspondance (lettre) ne mentionne Jérusalem, laquelle ville semble n'avoir jamais été occupée par le leader de la révolte, ce que la numismatique confirme.

### Archéologie
En 2023, quatre rares épées romaines bien conservées sont découvertes dans une grotte du désert de Judée, près du parc national d’Ein Gedi. « Estimées à environ 1 900 ans, les épées auraient été confisquées, lors de la révolte de Bar Kochba, par les rebelles judéens, puis dissimulées dans une crevasse ». Cette découverte annoncée par l’Autorité des antiquités d’Israël est déclarée « découverte archéologique de 2023 » par le National Geographic.

## Conséquences de la révolte

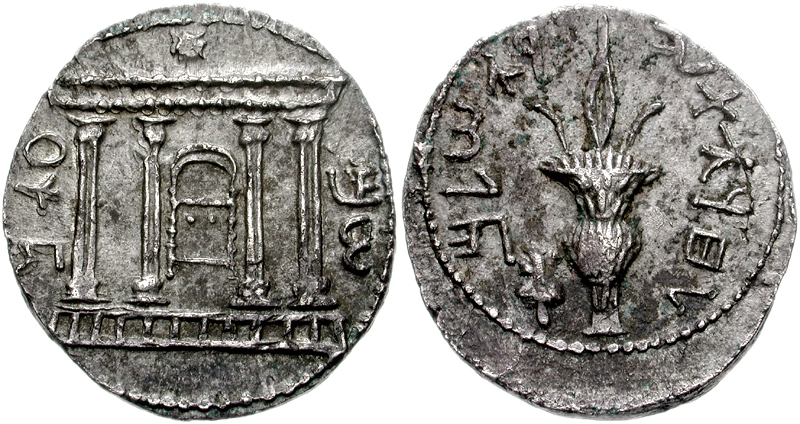
Tetradrachme d'argent de la révolte de Bar Kochba (132-135 apr. J.-C.). Façade du Temple avec Arche d'alliance au centre, étoile au-dessus (avers) et loulav et étrog (revers).

Dion Cassius rapporte que les troupes romaines auraient détruit 955 villages de Judée et que 180 000 Judéens ont trouvé la mort au combat, sans compter ceux, en plus grand nombre encore, qui sont morts de faim,. Selon Simon Claude Mimouni, la prudence s'impose à l'égard de ces informations ; quant aux chiffres donnés par la tradition rabbinique, ils soulignent l'étendue de la défaite et le dépeuplement de la Judée autour de la « Ville sainte ».
Après la défaite, Jérusalem est rasée par Hadrien et interdite aux Juifs, qui toutes tendances confondues sont expulsés de la ville comme de l'ensemble de la Chôra. Ils y sont interdits de droit de cité sous peine de mort jusqu'à une date inconnue. Une ville romaine, Ælia Capitolina, est bâtie sur le site de Jérusalem. La Chôra de la ville s'étend désormais de l'ancienne frontière de Judée et de Samarie vers le nord, jusqu'à la mer Morte et Hébron vers le sud et jusqu'au territoire de Éleuthéropolis, de Nicopolis et de Diospolis : 80 petites villes et villages y sont inclus. La population d'Aelia Capitolina est désormais composée de vétérans de la Ve légion Macedonia, mais aussi de Grecs et de Syriens en général. Pour sa part, la Xe légion romaine reconstruit son camp et forme aussi le cœur de la population de la ville. Après 135, le mouvement rabbinique se déplace vers la Galilée.
Traditionnellement, l'expulsion des Juifs d'une grande partie de la Judée et les dures conditions qui leur furent imposées à la suite de la révolte sont vues comme marquant la fin de la relation de peuple autochtone que les Juifs entretenaient depuis plus d'un millénaire avec la terre des anciens royaumes d'Israël et de Juda[réf. nécessaire]. La majeure partie de la population s'exila et constitua la diaspora juive. À partir du XIIIe siècle, cette situation contribue au mythe du « Juif errant ». Une autre partie se déplaça vers la Galilée et notamment à Safed, qui devint un centre intellectuel juif très important.